# Conger
Conger è un genere di pesci anguilliformi della famiglia Congridae.

## Specie
- Conger cinereus Rüppell, 1830
- Conger conger (Linnaeus, 1758)
- Conger erebennus (Jordan & Snyder, 1901)
- Conger esculentus Poey, 1861
- Conger japonicus Bleeker, 1879
- Conger macrocephalus Kanazawa, 1958
- Conger myriaster (Brevoort, 1856)
- Conger oceanicus (Mitchill, 1818)
- Conger oligoporus Kanazawa, 1958
- Conger orbignianus Valenciennes, 1842
- Conger philippinus Kanazawa, 1958
- Conger triporiceps Kanazawa, 1958
- Conger verreauxi Kaup, 1856